# Anna Starbrink
Anna Maj Ingegerd Starbrink, född 9 november 1971 i Mora, är en svensk politiker (liberal) och ämbetsman. Hon är sedan 2025 överdirektör vid Myndigheten för samhällsskydd och beredskap.

## Biografi
Anna Starbrink var anställd som ombudsman för Liberala ungdomsförbundet 1990–1993, arbetade därefter som politiskt sakkunnig i Socialdepartementet 1994–1995, utredare vid Sveriges Arbetsterapeuter 1995–1997 och var borgarrådssekreterare i Stockholms stad 1997–2002 samt kanslichef och avdelningschef 2008–2010. Hon var kulturdirektör i Uppsala kommun 2002–2008. Starbrink var landstingsråd/regionråd i Region Stockholm 2010–2022. Hon hade följande ansvarsområden som regionråd: personal- och produktions- samt kulturlandstingsråd 2010–2014, hälso- och sjukvårds- och kulturlandstingsråd 2014–2018 samt hälso- och sjukvårds- och kulturregionråd 2019–2022. Hon var Liberalernas gruppledare i regionen 2014–2022.
Starbrink valdes i riksdagsvalet 2022 in som ledamot för Stockholms läns valkrets. I riksdagen var hon ordinarie ledamot i försvarsutskottet. Hon har varit sjukvårdspolitisk talesperson för partiet Liberalerna och utsågs i december 2022 till försvarspolitisk talesperson.
Anna Starbrink lämnade riksdagen i februari 2025 då hon utsågs av regeringen till överdirektör vid Myndigheten för samhällsskydd och beredskap.
Hon är brorsdotter till tv-profilen Beppe Starbrink.